# Aciduria arginosuccínica
La aciduria arginosuccínica es una enfermedad congénita - presente desde el momento del nacimiento - y hereditaria. Es un error congénito del metabolismo del ciclo de la urea, provocado por una deficiencia de la enzima arginino-succinato-liasa, lo cual provoca acumulación de ácido arginosuccínico y amoníaco en los tejidos, el amoniaco es una sustancia tóxica que afecta al sistema nervioso y en menor medida al hígado. Esta enfermedad se incluye dentro de los trastornos metabólicos del ciclo de la urea, junto a la citrulinemia y la argininemia.